# ドクター彦次郎
『ドクター彦次郎』（ドクターひこじろう）は、テレビ朝日系のテレビドラマシリーズ。主演は寺島進、2015年10月3日から2020年9月13日までに全5回放送された。
第1作は（『土曜プライム』の一企画に降格する以前の）『土曜ワイド劇場』で、第2作は『土曜プライム・土曜ワイド劇場』で、第3作は『日曜ワイド』で、第4作は『木曜ミステリースペシャル』で、第5作は『日曜プライム』で、それぞれ放送された。
副題は「塀の中から来た名医」。

## 登場人物

### 東山三条医院
医院は大藪家と内倉家の住宅も兼ねている。
大藪彦次郎
演 - 寺島進
医師。愛称は「彦（ちゃん）、彦次郎」。洛東医科大学の卒業生（第4作）。
女好きなタチ。口が悪く、喧嘩っ早いのがタマに傷。一方、裏表がなく患者に優しく接する。しかし相手を「ババア」と呼ぶなど礼儀知らずのため怒らせてしまうことも。
かつてはテキ屋で、殿山鉄二を師匠に屋台でタコ焼きを焼いていた。縁日で屋台を出していたところ、割り込みをしたチンピラに注意をしたことで喧嘩に発展。仲裁に入った医師の谷川恭介との出会いがきっかけになり、30歳にして医師を志す（この喧嘩で相手を半殺しにしてしまい塀の中に入ることになってしまった）。
命の大切さを説かれたことで改心し、出所後は猛勉強の末に医大に入学。その矢先に妻彩子が亡くなるも、その死を乗り越え、医師となった（後に医師を目指した理由が「病気の妻を救うため」となった。谷川の設定も無くなったのか1作目しか語られていない）。
第2作ではテキ屋時代、鉄二の妻が危篤状態になっていたことが明かされる。しかしやはり割り込みをしたチンピラと喧嘩をしてしまい、鉄二に面倒を見てもらったことで妻の死に目に会えなかった。鉄二はそのことを隠していたが、娘の葉月から「父は母の死に目にも会えなかった」という鉄二への恨み言を聞き、自分のせいで迷惑をかけてしまったと謝罪した。
テキ屋時代のスタイルはそのままで口は悪いが医師としての腕は良く、裏表のなさと優しさから京都の下町で皆に愛されている。
ちなみに後白河考麿とは、仕事で東京に来ていた際に殴り合いをした間柄。道を歩いている時にぶつかったことで喧嘩に発展し、その後、お互いに医者・刑事になってから再会した。また千葉貴子はテキ屋時代の仲間である。
太極拳の使い手であり、毎朝町内の住民に教えている。現在でも喧嘩の腕前はかなりのもの。
内倉享子
演 - 戸田恵子
院長。彦次郎の義姉で彩子の姉。物をハッキリ言うタイプ。
古賀ふゆみ
演 - 谷本麻衣（第1作 - 第4作）
看護師。
田中莉子
演 - 坂野真理（第5作）
看護師。
大藪麻友
演 - 二宮星
彦次郎と彩子の娘。中学生。剣道部員。
大藪彩子
演 - かでなれおん（第1作 - 第3作）
彦次郎の妻。麻友が1歳のとき病死。

### 旅館「梅むら」
千葉貴子
演 - 田村友里
仲居。元テキ屋。彦次郎とはテキ屋仲間で「タコ」と呼ばれている。口が悪く、がらっぱちの気がある。彩子とは親友だった。
小川志乃
演 - 黒谷友香
女将。彦次郎と後白河は彼女を巡ってよくケンカになるため、度々2人を諫めている。

### 京都府三条警察所
後白河孝麿
演 - 宇梶剛士
捜査一課 班長。階級は警部（第5作）。通称「でくの坊」「ゴジラ河（くん）」「痔白河」「ボン」など。
シャツを着る際は蝶ネクタイを好むが、つけていない時もある。母親には頭が上がらない。母曰く「お友達が少ない」。
母に頭が上がらない一方で、母の紹介でクリニックに遺伝子（DNA）マッチングをしに来たりと頼っているところもある。
若い頃はヤンチャだったようで彦次郎に負けず劣らず血の気が多い。
東京の大学に通っていた頃、同じく東京に来ていた彦次郎と道端でぶつかったことで大ゲンカをし、その末に親友（?）となる（彦次郎は作り話だと否定している。ちなみに先に殴ったのは孝麿の方である）。その後も彦とは志乃を巡る恋のライバルに。
1作目では重度の痔持ちだったが彦に治療され、結果「お前の痔を治したのは誰だと思ってるんだ？」とたびたび恩を売られることに。
関本保
演 - 成瀬正孝
捜査一課 刑事。
水野
演 - 浅田祐二
捜査一課長。
佐山
演 - いわすとおる
捜査一課 刑事。
徳山
演 - 内藤邦秋
鑑識。

### 彦次郎の太極拳の弟子
福村
演 - ビートきよし
米屋店主。ジョージからは「CEO」と呼ばれている。
近藤治
演 - 野口貴史（第1作 - 第4作）、山口幸晴（第5作）
お惣菜屋。おやじ狩りの連中を捕まえる「ガリガリ隊」メンバー。
土方俊夫
演 - 木下通博（第1作）、木村康志（第2作 - ）
工務店員。「ガリガリ隊」メンバー。第1作は「土方利夫」の名前で登場。
沖田宗助
演 - 白井滋郎
元教師。「ガリガリ隊」メンバー。
ジョージ・ワシントン
演 - ジェームス・コールマン（第2作 - 第4作）
米屋店員。福村家の下宿人。日本語は片言。殿山鉄二が起こした事件では殿山葉月が突き落とされたのを彦次郎たちに伝えたり、遺体の第1発見者になったりと大変だった。

### その他
後白河静子
演 - 鷲尾真知子
後白河家当主。孝麿の母。彦は掛かり付けの医者に当たる。
孝麿が刑事を続けていること（通称「刑事ごっこ」）には好意的ではなく、早く家業を継いでほしいと願っている。
名前の通り物腰柔らかく落ち着いた女性だが、実は孝麿以上に気が短く手が早い面を持つ。孝麿が見合いを渋った時は怒鳴り付けたり、頭を押さえ付けて無理やり相手を選ばせようとした（第3作）。
また「京都の平穏は、後白河家の繁栄あってこそ」と孝麿に語っており、家に対して強い誇りを持っていることが窺える（第5作）。
第4作では、東山三条医院がランキング9位になるも実は誤植だったことが判明する（本当は「車」山三条医院だった）。その際は日ごろの感謝の表れか、知り合いの新聞社の社長に頼んで本当にランキング1位にしてもらおうとしたが断られている。その際は内倉享子の誠実さに感心していた。
これまで彦が逮捕されるたびに釈放させていたが、第5作ではさすがにこう何度も頼まれると釈放が難しく「今回ばかりはごめんなさい」と亨子に告げている。
立花
演 - 浜田隆広（第1作・第2作）
彦次郎のタコ焼き屋時代のクレーマー。
タツヤ
演 - 濱田海斗（第3作・第4作）
大藪麻友の同級生。ラグビー少年。

### ゲスト
第1作「顔と身体を自在に変える謎の連続殺人犯！ヤブ医者が治療したら手術痕が消えた!?」（2015年）
- 瀬川亜貴二（喫茶「瀬川」マスター・本名「高野由紀夫」） - 本宮泰風
- 森忠彦（七海の父・画廊経営者） - 東根作寿英
- 森七海（美代子の連れ子・女子高生） - 荒川ちか（幼少期：本間菜穂）
- 森美代子（忠彦の妻） - 渡辺梓
- 瀬川幸一郎（亜貴二の兄・画家・6年前刺殺） - ダンカン
- 香坂功（似顔絵画家・福村家の2階の下宿人） - 阪田マサノブ
- 瀬川亜貴二（本物の瀬川亜貴二） - 上西雄大
- 神崎治朗（京都文化美術大学 職員・高野由紀夫の同級生） - 水上竜士
- 瀬川瑠璃子（幸一郎の妻） - 中山忍
- 戸川信吾（大藪麻友のボーイフレンド・剣道部員） - 渋谷龍生
- 津川（留置場の囚人） - 細川純一
- オヤジ狩り被害者 - 幸世
- 清水秀治（今井の空き巣の親方・美山谷川医院 患者） - 芝本正
- 菊池大輔（オヤジ狩りの主犯） - 西尾塁
- 今井（留置場の囚人・空き巣犯） - 不破万作
- 谷川恭介（美山谷川医院 医師・彦次郎の恩師） - 小林稔侍

第2作「白い巨塔連続殺人!! たこ焼きで病気を治すヤブ医者が大病院の医療ミスを暴く」（2016年）
- 殿山葉月（鉄二と千恵子の娘・京都朱雀大学病院 看護師） - 中島亜梨沙（幼少期：山田美紅羽）
- 森脇夏彦（京都朱雀大学病院 第一外科准教授） - 池田政典
- 九条洋一郎（さよの息子・京都朱雀大学病院 理事長） - 瀬川亮
- 鈴井義男（留置場の囚人） - 玉袋筋太郎
- 芹沢大介（千代田医療機器 東京本社営業部長） - 國本鍾建
- 柳本塔子（京都朱雀大学病院 元入院患者・故人） - 舟木幸
- 柳本卓也（塔子の夫・「西都交通」タクシードライバー） - 本城丸裕
- 野口伸介（京都朱雀大学病院 第二外科准教授） - 野田晋市
- 美代子（さよのお手伝い） - 泉知奈津
- 殿山千恵子（鉄二の妻・16年前死亡） - 三谷恭子
- 斉藤龍平（大藪麻友のボーイフレンド） - 河崎脩吾
- 山戸（京都朱雀大学病院 元警備員） - 永野宗典
- 遠田理沙（京都朱雀大学病院 看護師） - 島居香奈
- 殿山鉄二（漆塗り職人・彦次郎にタコ焼きの作り方を教えた師匠） - 小野武彦
- 九条さよ（京都朱雀大学病院 設立者の孫・余命1年） - 江波杏子

第3作「雷を自在に操る殺人犯vs触診で嘘を暴く医師」（2017年）
- 岩崎真理子 - 遊井亮子

京都の老舗料亭「岩崎」若女将で、半年前に亡くなった宗一郎の妻。「岩崎」で起きる跡目争いに巻き込まれ苦悩する。
- 岩崎正宗 - 西田健

料亭「岩崎」社長で、宗一郎と裕二と塔子の父。息子2人を立て続けに失い、「岩崎」の将来を憂う。
- 梨田塔子 - 仲村瑠璃亜

宗一郎と裕二の妹。兄2人の死後、「岩崎」に夫と共にやって来て、言葉巧みに跡取りの座を狙おうとする。
- 梨田実 - 岡雅史

塔子の夫で会社員。塔子には協力的な一方で、そのやり方や言動を密に訝しんでいる。
- 須藤敦也 - 村上新悟

3ヶ月前に弟子入りしたばかりの大谷畳店の従業員。以前はプロサッカー選手を目指していた。実は真理子とは高校時代のクラスメートで付き合っていた。
- 岩崎裕二 - 佐渡山順久

料亭「岩崎」専務で、宗一郎の弟。東山三条医院に通う糖尿病患者。ゴルフ練習場でアシドーシス（酸性血症）を発症し絶命。直前に医院で彦次郎と言い争いになったため、これが彦次郎の受難の一因となった。
- 岩崎大地 - 二宮輝生

宗一郎と真理子の息子で小学生。なお、演者は大藪麻友役・二宮星の実弟。
- 田所 - お宮の松

留置場に勾留中の車上荒らし。突然胃痛を訴え、留置場に入って来た彦次郎に助けられる。以前は自動車の整備工をしていた。彼の証言が半年前の宗一郎の死の真相を解く手がかりを与えることになる。
- みな実 - 中村彩実

裕二がいつも指名しているホステス。ゴルフ練習場に同行し、裕二が絶命する瞬間を目の当たりにする。
- 岩崎宗一郎 - 山本道俊

彦次郎と志乃が半年前、山中で雷鳴の直後に発見した遺体の男性。その正体は、料亭「岩崎」の社長であり、真理子の夫で大地の父親。
- 「ホルニン＆ブレト」を同時に飲む人 - 浜田隆広

彦次郎がアシドーシスについて説明したイメージ映像に登場した男性。ホルニンとブレト、2つの薬を同時に飲んで苦しむ。
- 大谷文雄 - 本田博太郎（50年前：長南洸生）

大谷畳店の社長。「岩崎」に手作りの畳を納入する畳職人。旅館「梅むら」にも畳を卸している。
- 岩崎靖代 - 藤真利子（50年前：太田奈緒）

料亭「岩崎」女将で、宗一郎と裕二と塔子の母。

第4作「記者殺害の影に疑惑のスーパードクターが!? 人気NO.1病院の闇を彦次郎が暴く！」（2019年）
- 向谷美月（向谷記念病院 院長・前院長の娘） - 大塚千弘（幼少期：中川江奈）
- 高梨英一郎（向谷記念病院 脳神経外科医・彦次郎の洛東医大時代の同級生） - 山口祥行
- 宮脇圭介（元医療ジャーナリスト） - 大西武志
- 西野康文（美月の運転手） - 水野智則
- 阿久津宏和（向谷記念病院 事務長） - 伊藤正之
- 秋川毅（留置場で痛みを訴え彦次郎に助けられる） - 芦川誠
- 池崎吉弥（烏丸出版 編集長） - 水上竜士
- 秋川昌美（毅の妻） - みやなおこ
- 向谷記念病院 職員 - 野村真由美
- 和代（彦次郎の患者） - 泉知奈津
- 刑事 - 仲道和樹
- 向谷記念病院 受付係 - 小林茉莉江
- 警察官 - 櫻井忍
- インタビュアー - 園英子
- 三島茂夫（飴細工職人） - 高橋長英

第5作「医大教授毒殺事件をめぐり、最先端医療VS人情派医師のバトルぼっ発!? さらに…彦次郎の恋模様にも異変が!?」（2020年）
- 花井舞香（京都MURAOKAクリニック 予防医療科医長） - 矢田亜希子（10歳：忽那凛音）
- 村岡大吾郎（京都MURAOKAクリニック 院長） - 小堺一機
- 原田信子（京都MURAOKAクリニック 事務員） - 山下容莉枝
- 斎藤昭二（近畿国際医科大学遺伝子情報研究科 教授） - 大河内浩
- 佐田毅（医療ベンチャー企業「ゼロ・グラッシュ」社長） - 比留間由哲
- 松永ミカ（京都MURAOKAクリニック 看護師） - 武田玲奈
- 留置場で頭が痛くなり彦次郎に助けてもらう人 - お宮の松
- 間宮（クリニックの無料患者） - 冨永竜
- 京都MURAOKAクリニック 事務員 - 松島紫代
- 花井美津子（舞香の母・28年前に風呂場で溺死） - 大脇あかね
- 近畿国際医科大学 研究生 - 吉野智貴
- 合気道教室の子供たち - 上原幸丸、靏井孝太、髙田幸季、松岡亜美

## スタッフ
- 脚本 - 安井国穂、李正姫、長津晴子
- 音楽 - 堀向直之、高橋哲也
- 監督 - 吉田啓一郎、児玉宜久
- 技斗 - 中村健人
- プロダクション協力 - 東映太秦映画村
- ゼネラルプロデューサー - 関拓也[注 2]（テレビ朝日）
- プロデューサー - 藤崎絵三（テレビ朝日 / 第3作・第4作）、榎本美華（東映 / 第1作 - 第4作）、武部直美（東映 / 第3作・第4作）、高木敬太（東映 / 第5作）
- 制作 - テレビ朝日、東映

## 放送日程
- 第2作は2017年5月14日の『日曜ワイド』にて、『ミステリー傑作選』として短縮版を再放送した。
- 第3作は、朝日放送のみ第99回全国高等学校野球選手権大会中継のため、2017年10月21日12:00 - 13:55に振替放送した。

| 話数 | 放送日        | サブタイトル                                                                                       | 脚本     | 監督       |
| ---- | ------------- | -------------------------------------------------------------------------------------------------- | -------- | ---------- |
| 1    | 2015年10月3日 | 顔と身体を自在に変える謎の連続殺人犯！ヤブ医者が治療したら手術痕が消えた!?                         | 安井国穂 | 吉田啓一郎 |
| 2    | 2016年10月1日 | 白い巨塔連続殺人!! たこ焼きで病気を治すヤブ医者が大病院の医療ミスを暴く                            | 安井国穂 | 吉田啓一郎 |
| 3    | 2017年8月20日 | 雷を自在に操る殺人犯vs触診で嘘を暴く医師                                                           | 安井国穂 | 吉田啓一郎 |
| 4    | 2019年7月04日 | 記者殺害の影に疑惑のスーパードクターが!? 人気NO.1病院の闇を彦次郎が暴く！                          | 李正姫   | 吉田啓一郎 |
| 5    | 2020年9月13日 | 医大教授毒殺事件をめぐり、最先端医療VS人情派医師のバトルぼっ発!? さらに…彦次郎の恋模様にも異変が!? | 長津晴子 | 児玉宜久   |